# Hochseeflotte

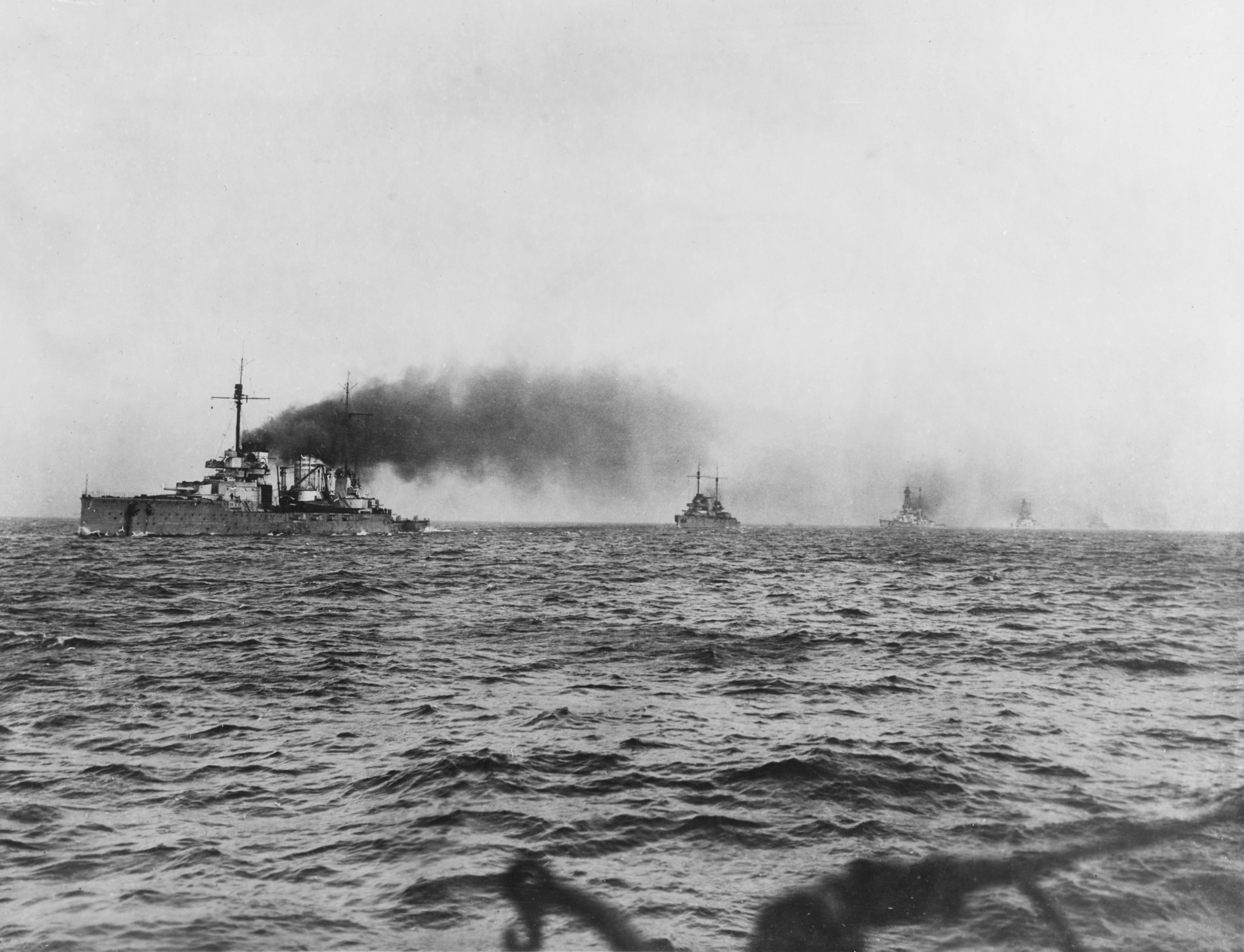
Niemieckie okręty płynące do Scapa Flow

Hochseeflotte (pol. Flota Oceaniczna) – niemiecka flota liniowa istniejąca w latach 1907–1918.
W szczytowym okresie liczyła ponad 25 pancerników. Najważniejszą bitwą była bitwa jutlandzka w 1916. Po zakończeniu I wojny światowej na mocy rozejmu w Compiègne miała zostać wydana zwycięskim państwom Ententy, jako jedna z gwarancji dotrzymania przez Niemcy warunków rozejmu. Po doprowadzeniu do Scapa Flow – głównej bazy Royal Navy została 21 czerwca 1919 zatopiona przez własne załogi na rozkaz swojego dowódcy, admirała Ludwiga von Reutera.